# Deán Funes
Deán Funes is een plaats in het Argentijnse bestuurlijke gebied Ischilín in de provincie Córdoba. De plaats telt 20.164 inwoners.